# IC 1105
IC 1105 ist eine linsenförmige Galaxie vom Hubble-Typ S0 im Sternbild Schlange am Nordsternhimmel. Sie ist schätzungsweise 490 Millionen Lichtjahre von der Milchstraße entfernt.
Das Objekt wurde am 24. Juni 1891 von Lewis Swift entdeckt.